# Jerry Flannery
Jeremiah Paul Flannery, detto Jerry (Galway, 17 ottobre 1978), è un ex rugbista a 15, allenatore di rugby a 15 e preparatore atletico irlandese, in carriera agonistica attivo nel ruolo di tallonatore con le province rugbistiche di Connacht e Munster; dopo la fine dell'attività agonistica ha lavorato come preparatore nello staff del club calcistico inglese dell'Arsenal e, dal 2014 al 2019, è tornato al Munster come membro dello staff tecnico.

## Biografia
Giocatore di interesse nazionale già dai tempi della scuola, tanto da venire convocato nell'Irlanda Under-16, iniziò la carriera professionistica nel Connacht, con cui debuttò in Celtic League nel 2001; nel 2003 passò al Munster con cui vinse la Celtic Cup nel 2005.
A fine novembre di quello stesso anno debuttò in Nazionale irlandese a Dublino contro la Romania, e nel 2006 si laureò campione d'Europa con Munster.
Fu parte della squadra che partecipò alla Coppa del Mondo di rugby 2007 in Francia e, nel 2008, vinse un altro titolo europeo con il club.
Il 2009 lo vide nell'ordine conquistare il Grande Slam nel Sei Nazioni con l'Irlanda, vincere il titolo celtico con Munster ed essere convocato dai British and Irish Lions per il loro tour in Sudafrica.
Tuttavia, prima dell'inizio del tour Flannery si ruppe i legamenti del gomito durante una seduta d'allenamento e fu rimpiazzato dallo scozzese Ross Ford.
Due anni più tardi fu di nuovo campione celtico con Munster e ricevette la convocazione per la Coppa del Mondo di rugby 2011 in Nuova Zelanda: anche in tale competizione, tuttavia, fu colpito da un infortunio il giorno dopo essere sceso in campo nella fase a gironi contro gli Stati Uniti: nuovamente in allenamento si strappò il muscolo del polpaccio sinistro e fu indisponibile per il resto della competizione.
Il citato incontro con gli Stati Uniti si rivelò essere poi l'ultima uscita internazionale di Flannery, che si fermò a 41 test match.
Dopo avere combattuto con tale ultimo infortunio per tutta la stagione seguente, nel corso della quale non scese mai in campo, Flannery annunciò il suo ritiro il 21 marzo 2012.
Nel frattempo specializzatosi in scienze motorie, Flannery fu ingaggiato nel luglio 2013 come preparatore atletico del club calcistico inglese di Premier League dell'Arsenal insieme al suo ex collega e compatriota Johnny O'Connor.
A maggio 2014, tuttavia, dopo il conferimento ad Anthony Foley dell'incarico di allenatore-capo del Munster, questi ha offerto a Flannery la posizione di allenatore della mischia e degli avanti, che lo stesso Flannery ha accettato.

## Palmarès
- Celtic League: 2
Munster: 2008–09, 2010–11
- Celtic Cup: 1
2004-05
- Heineken Cup: 2
2005-06, 2007-08